# Попай (фильм)

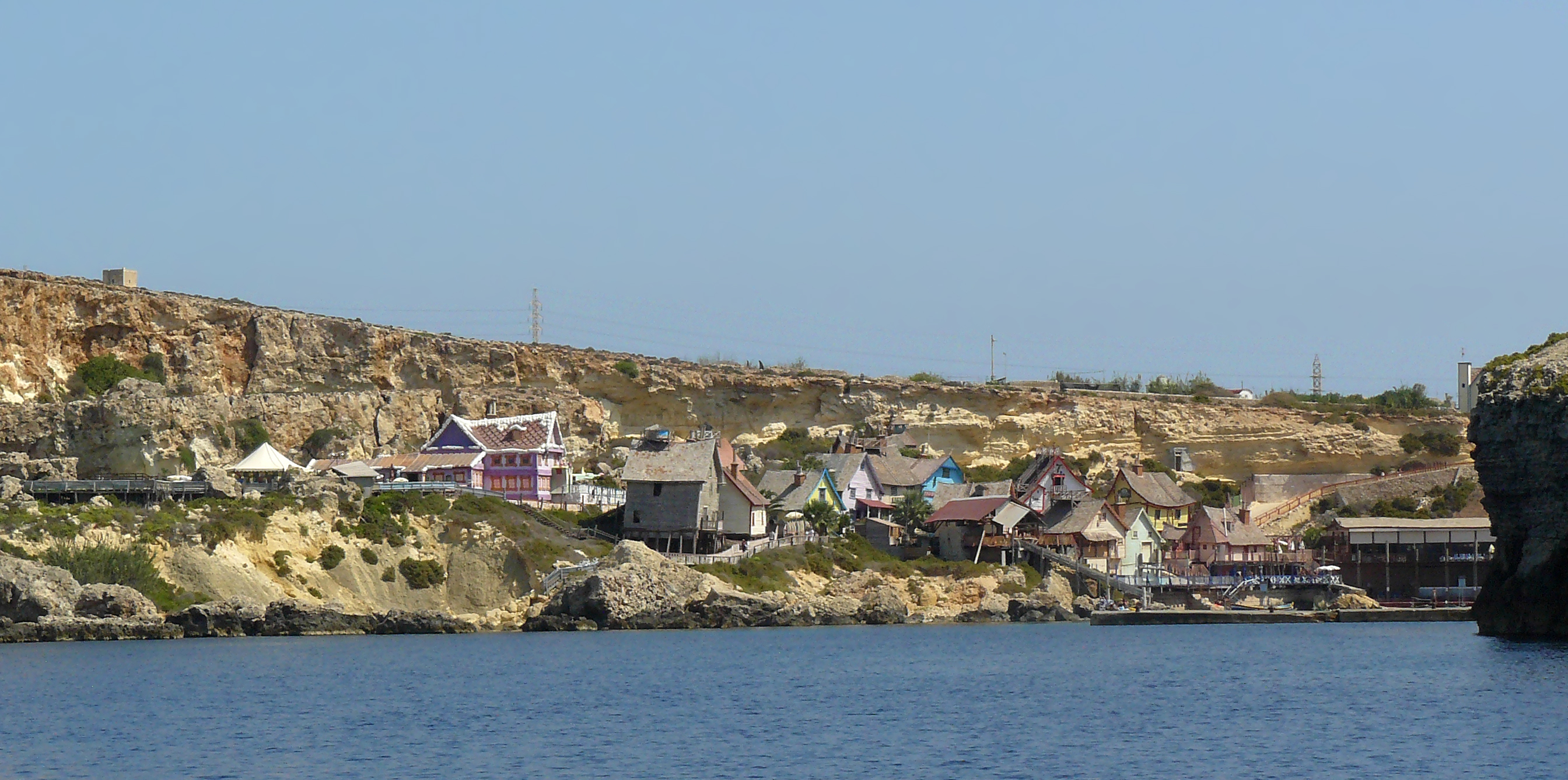
Место съёмок фильма «Попай» — Деревня Попая-моряка на Мальте. Вид с моря.

«Попай» (англ. Popeye) — музыкальная комедия 1980 года с Робином Уильямсом в главной роли. Для Уильямса, снимавшегося до этого только на телевидении, роль моряка Попая стала первой крупной ролью в кино.
Для съёмок фильма на острове Мальта была выстроена специальная деревня, ставшая впоследствии туристической достопримечательностью.

## Сюжет
В поисках отца Попай оказывается в приморском городке Свитхевен. Там он влюбляется в прекрасную Олив, однако её рука уже обещана здоровяку Блуто, и это становится препятствием их любви.

## В ролях
| Актёр            | Роль           |
| ---------------- | -------------- |
| Робин Уильямс    | моряк Попай    |
| Шелли Дюваль     | Олив Ойл       |
| Пол Дули         | Вимпи          |
| Пол Л. Смит      | Блуто          |
| Ричард Либертини | Гизил          |
| Линда Хант       | Миссис Оксхирт |